# Patrick Berg
Patrick Berg (ur. 24 listopada 1997 w Bodø) – norweski piłkarz, występujący na pozycji środkowego pomocnika w norweskim klubie FK Bodø/Glimt, którego jest wychowankiem oraz w reprezentacji Norwegii.

## Kariera klubowa

### FK Bodø/Glimt
W 2014 roku podpisał profesjonalny kontrakt z klubem FK Bodø/Glimt. Zadebiutował 24 kwietnia 2014 w meczu Pucharu Norwegii przeciwko Tverlandet G-98 (0:5). W Eliteserien zadebiutował 12 lipca 2014 w meczu przeciwko Odds BK (0:3). Pierwszą bramkę zdobył 6 sierpnia 2016 w meczu ligowym przeciwko Molde FK (3:2). W sezonie 2016 jego zespół zajął przedostatnie miejsce w tabeli i spadł do OBOS-ligaen. Po jednym sezonie spędzonym na drugim poziomie rozgrywkowym, jego drużyna zdobyła mistrzostwo ligi i awansowała do Eliteserien. 
W sezonie 2019 jego zespół zajął drugie miejsce w tabeli zdobywając wicemistrzostwo Norwegii. 27 sierpnia 2020 zadebiutował w kwalifikacjach do Ligi Europy UEFA w meczu przeciwko FK Kauno Žalgiris (6:1). 17 września 2020 zdobył pierwszą bramkę w kwalifikacjach do Ligi Europy UEFA w meczu przeciwko FK Žalgiris Wilno (3:1). W sezonie 2020 jego drużyna zajęła pierwsze miejsce w tabeli i zdobyła mistrzostwo Norwegii. 
7 lipca 2021 zadebiutował w kwalifikacjach do Ligi Mistrzów UEFA w meczu przeciwko Legii Warszawa (2:3). 16 września 2021 zadebiutował w fazie grupowej Ligi Konferencji Europy UEFA w meczu przeciwko Zorii Ługańsk (3:1).

### Lens
20 grudnia 2021 roku Berg podpisał kontrakt z drużyną Ligue 1 RC Lens do 2026 roku.

## Kariera reprezentacyjna

### Norwegia
W 2021 roku otrzymał powołanie do reprezentacji Norwegii. Zadebiutował 24 marca 2021 w meczu eliminacji do Mistrzostw Świata 2022 przeciwko reprezentacji Gibraltaru.

## Statystyki

### Klubowe
(aktualne na dzień 21 września 2021)
| Klub               | Sezon              | Liga               | Liga  | Liga   | Puchar kraju | Puchar kraju | Europa | Europa | Suma  | Suma   |
| Klub               | Sezon              | Liga               | Mecze | Bramki | Mecze        | Bramki       | Mecze  | Bramki | Mecze | Bramki |
| ------------------ | ------------------ | ------------------ | ----- | ------ | ------------ | ------------ | ------ | ------ | ----- | ------ |
| FK Bodø/Glimt      | 2014               | Eliteserien        | 1     | 0      | 1            | 0            | –      | –      | 2     | 0      |
| FK Bodø/Glimt      | 2015               | Eliteserien        | 4     | 0      | 1            | 0            | –      | –      | 5     | 0      |
| FK Bodø/Glimt      | 2016               | Eliteserien        | 17    | 1      | 4            | 1            | –      | –      | 21    | 2      |
| FK Bodø/Glimt      | 2017               | OBOS-ligaen        | 17    | 0      | 2            | 0            | –      | –      | 19    | 0      |
| FK Bodø/Glimt      | 2018               | Eliteserien        | 19    | 0      | 5            | 2            | –      | –      | 24    | 2      |
| FK Bodø/Glimt      | 2019               | Eliteserien        | 24    | 0      | 1            | 0            | –      | –      | 25    | 0      |
| FK Bodø/Glimt      | 2020               | Eliteserien        | 28    | 4      | 0            | 0            | 3      | 1      | 31    | 5      |
| FK Bodø/Glimt      | 2021               | Eliteserien        | 19    | 3      | 1            | 1            | 9      | 3      | 29    | 7      |
| FK Bodø/Glimt      | Ogólnie            | Ogólnie            | 129   | 8      | 15           | 4            | 12     | 4      | 156   | 16     |
| Ogólnie w karierze | Ogólnie w karierze | Ogólnie w karierze | 129   | 8      | 15           | 4            | 12     | 4      | 156   | 16     |

### Reprezentacyjne
(aktualne na dzień 21 września 2021)
| Reprezentacja | Rok     | Mecze | Bramki |
| ------------- | ------- | ----- | ------ |
| Norwegia      |         |       |        |
| 2021          | 7       | 0     |        |
| Ogólnie       | Ogólnie | 7     | 0      |

| Mecze i gole w reprezentacji | Mecze i gole w reprezentacji | Mecze i gole w reprezentacji | Mecze i gole w reprezentacji | Mecze i gole w reprezentacji | Mecze i gole w reprezentacji | Mecze i gole w reprezentacji | Mecze i gole w reprezentacji |
| Lp.                          | Data                         | Miejsce                      | Gospodarz                    | Gość                         | Wynik                        | Gol                          | Rozgrywki                    |
| ---------------------------- | ---------------------------- | ---------------------------- | ---------------------------- | ---------------------------- | ---------------------------- | ---------------------------- | ---------------------------- |
| 1.                           | 24.03.2021                   | Gibraltar                    | Gibraltar                    | Norwegia                     | 0:3                          |                              | el. MŚ 2022                  |
| 2.                           | 27.03.2021                   | Malaga                       | Norwegia                     | Turcja                       | 0:3                          |                              | el. MŚ 2022                  |
| 3.                           | 30.03.2021                   | Podgorica                    | Czarnogóra                   | Norwegia                     | 0:1                          |                              | el. MŚ 2022                  |
| 4.                           | 06.06.2021                   | Malaga                       | Norwegia                     | Grecja                       | 1:2                          |                              | Mecz towarzyski              |
| 5.                           | 01.09.2021                   | Oslo                         | Norwegia                     | Holandia                     | 1:1                          |                              | el. MŚ 2022                  |
| 6.                           | 04.09.2021                   | Ryga                         | Łotwa                        | Norwegia                     | 0:2                          |                              | el. MŚ 2022                  |
| 7.                           | 07.09.2021                   | Oslo                         | Norwegia                     | Gibraltar                    | 5:1                          |                              | el. MŚ 2022                  |

## Sukcesy

### FK Bodø/Glimt
- Mistrzostwo Norwegii (1×): 2020, 2021, 2023
- Wicemistrzostwo Norwegii (1×): 2019, 2022
- Mistrzostwo OBOS-ligaen (1×): 2017